# Dewey Redman
Dewey Redman (Fort Worth, 1931. május 17. – Brooklyn, 2006. szeptember 2.) amerikai szaxofonos, zenekarvezető, Ornette Coleman és Keith Jarrett zenésztársa.
Elsősorban tenorszaxofononos volt, bár alkalmanként alton is, és a kínai suonán, továbbá klarinétot is játszott. Fia, Joshua Redman is szaxofonos.

## Pályafutása
Redman az I. M. Terrell Gimnáziumba járt, és az iskolai zenekarban már együtt játszott Ornette Colemannel, Prince Lashaszal és Charles Moffettal. A középiskola után  beiratkozott az alabamai Tuskegee Institute elektrotechnikai szakára, de hamar kiábrándult abból és hazatért Texasba. 1953-ban a Prairie View Agricultural and Mechanical University-n szerzett diplomát.
Aztán klarinétról altszaxofonra, majd tenorszaxoxofonra váltott. A diploma megszerzése után két évig szolgált az Amerikai Egyesült Államok hadseregében.
A hadseregtől való leszerelése után az University of North Texas mesterképzésén oktatott. 1957-ben pedagógiai diplomát szerzett iparművészeti szakon.
1959-ben San Franciscoba költözött. Itt Donald Garrett klarinétossal dolgozott.
Redman leginkább Ornette Coleman szaxofonossal folytatott 1968-1972-es együttműködésével vált ismertté, akivel már a középiskolai zenekarban is együtt lépett fel. Játszott Keith Jarrett zongoraművész kvartettjében is (1971–1976). Jarrett The Survivors Suite című művét 1978-ban a Melody Maker az év dzsesszalbumaként értékelte.
Az 1970-es években Redman megalakította az Old and New Dreams kvartettet. Négy albumot vettek föl. Redman Paul Motian és Pat Metheny oldalán 1981-ben fellépett a Woodstocki Dzsessz Fesztiválon. 2004-ben tenorszaxofonozott a Lincoln Centerben a „The Music of Ornette Coleman” című koncerten.
Redman májelégtelenségben halt meg Brooklynban 2006-ban.

## Albumok
(zenekarvezetőként)
- Look for the Black Star (1966, 1975)
- Tarik (1969)
- The Ear of the Behearer (1973)
- Coincide (1974)
- Musics (1979)
- Soundsigns (1979)
- Red and Black in Willisau with Ed Blackwell (1980)
- The Struggle Continues (1982)
- Living on the Edge (1989)
- Choices featuring Joshua Redman (1992)
- African Venus featuring Joshua Redman (1994; 1998-ban újra kiadták a Venuson Satin Doll lemezcímmel)
- In London (1998, 1996)
- Momentum Space with Cecil Taylor and Elvin Jones (1999, 1998)

## Díjak
- 1978: The Survivors Suite – az év dzsesszalbuma (a Melody Maker értékítélete)

## Filmek
- Dewey Redman az IMDb-n